# 6542-es mellékút (Magyarország)
A 6542-as számú mellékút egy közel tizenöt kilométer hosszú, négy számjegyű mellékút Baranya vármegye északi részén; Komló városrészeit köti össze egymással és a 66-os főúttal.

## Nyomvonala
A 6541-es útból ágazik ki, annak 10+150-es kilométerszelvénye közelében, Komló közigazgatási területének keleti részén, Zobákpuszta városrész északkeleti szélén. Delta csomópontban indul, nyugat felé, a delta egy emlékkövet fog közre, de az északnyugati ág – több más hasonló delta csomóponttal ellentétben – nem minősül önálló számozású országos közútnak. Mintegy 250 méter után elhagyja Zobákpuszta lakott területét, majd a második kilométere előtt Gesztenyés városrészbe ér. Annak déli szélén halad el, Gesztenyési út néven, majd a harmadik kilométere táján Annaakna városrészt éri el. Ott egy darabig északnyugati irányt vesz, de 4,5 kilométer megtétele előtt visszatér a nyugati irányhoz.
Onnan már a város központjának házai között halad, Kossuth Lajos utca néven. Az ötödik kilométere után elhalad Komló vasútállomás és az autóbusz-állomás északi szélén – a vasútállomást egy önkormányzati út szolgálja ki – majd az 5+550-es kilométerszelvényénél egy rövid szakaszon a Városház tér nevet viseli és kiágazik belőle dél felé, Mánfa irányában a 6543-as út. Innentől egészen szorosan a vasút mellett halad, közben ismét északabbi irányt vesz, a neve ezen a szakaszon Ipari út.
A nyolcadik kilométerétől már Mecsekjánosi városrészben húzódik, Fő utca néven, 8,9 kilométer megtételét követően elhalad a vasút Mecsekjánosi megállóhelye mellett, majd 9,5 kilométer után kilép a házak közül. A tizedik kilométerétől fokozatosan ismét nyugatabbi irányba fordul, 10,1 kilométer után így ágazik ki belőle észak felé a 6546-os út. A 11+150-es kilométerszelvénye táján Mecsekpölöske területére lép, 11,5 kilométer után már annak házai között húzódik, Szabadság utca néven; a 12. kilométerénél Mecsekpölöske megállóhely mellett halad el, és 12,7 kilométer után el is hagyja a település belterületeit.
A 13. kilométere táján eléri Magyarszék határszélét és itt egyben délnyugatnak fordul. Bő fél kilométeren át a határvonalat kíséri, utána érkezik teljesen magyarszéki területre. Legutolsó méterein kiágazik belőle észak felé a 3,5 kilométer hosszú 65 182, ez Liget településre vezet. Az út Magyarszék lakott területének északkeleti részén ér véget, beletorkollva a Pécs-Kaposvár közti 66-os főútba, annak 17+800-as kilométerszelvénye előtt.
Teljes hossza, az országos közutak térképes nyilvántartását szolgáló kira.gov.hu adatbázisa szerint 14,617 kilométer.

## Települések az út mentén
- Zobákpuszta
- Komló
- Mecsekjánosi
- Mecsekpölöske
- Magyarszék